# Alena Nývltová
Alena Nývltová (8 de agosto de 1982) es una deportista checa que compitió en natación. Ganó dos medallas de bronce en el Campeonato Europeo de Natación en Piscina Corta de 1998, en las pruebas de 50 m espalda y 100 m espalda.

## Palmarés internacional
| Campeonato Europeo en Piscina Corta | Campeonato Europeo en Piscina Corta | Campeonato Europeo en Piscina Corta | Campeonato Europeo en Piscina Corta |
| Año                                 | Lugar                               | Medalla                             | Prueba                              |
| ----------------------------------- | ----------------------------------- | ----------------------------------- | ----------------------------------- |
| 1998                                | Sheffield (Reino Unido)             | Medalla de bronce                   | 50 m espalda                        |
| 1998                                | Sheffield (Reino Unido)             | Medalla de bronce                   | 100 m espalda                       |